# Kremlin d'Astrakhan

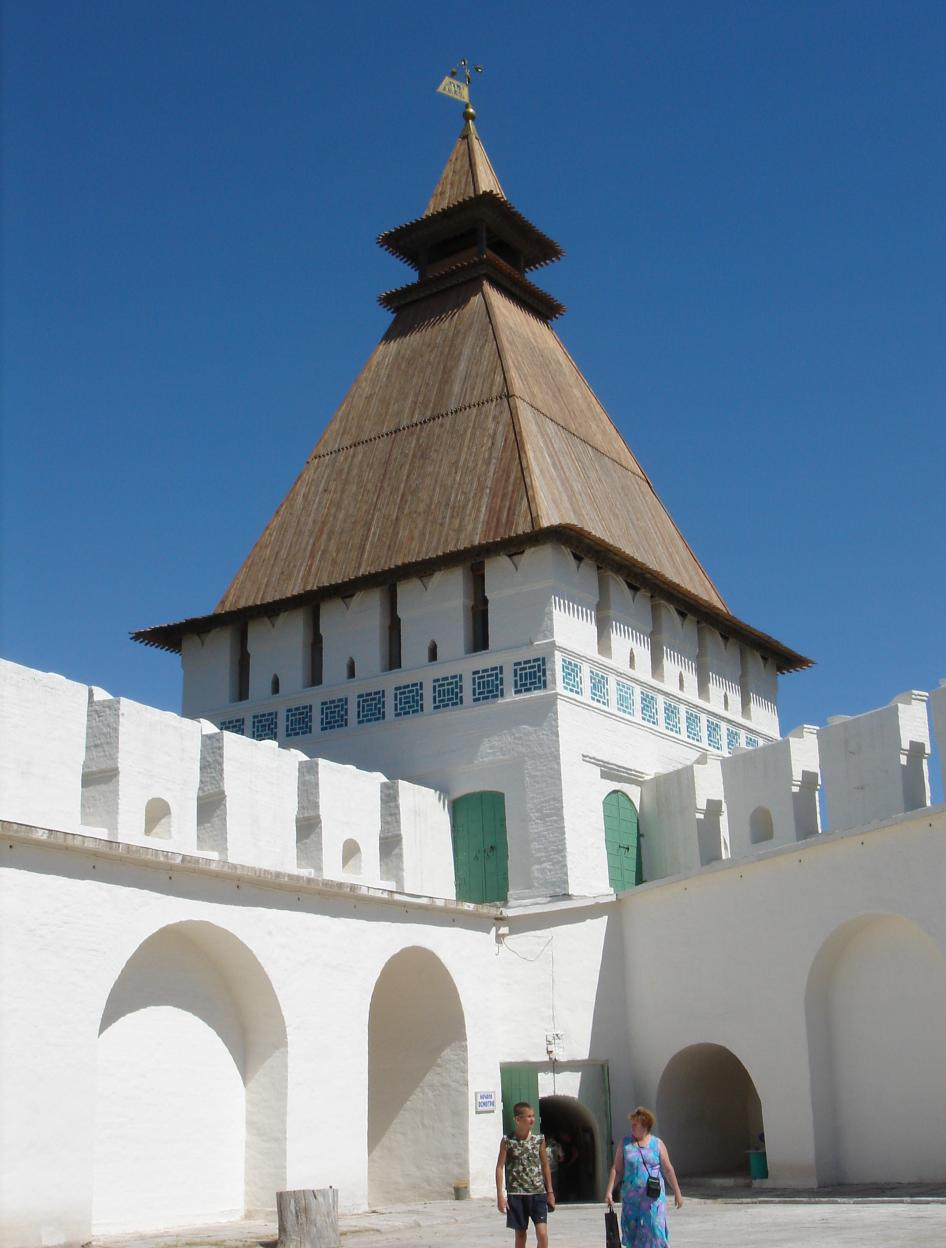
La Tour de l'Artillerie du kremlin.

Le Kremlin d'Astrakhan (Астраханский кремль) est le kremlin ou l'ancienne citadelle d'Astrakhan en Russie. Il date du XVIe siècle. Il se trouve sur une île artificielle délimitée par la Volga, deux bras du fleuve et le canal Varvatsi au cœur de la cité historique (Ville blanche d'Astrakhan).

## Histoire et description
Après que le tsar Ivan le Terrible a conquis la région en 1557 sur les Tatars, la construction de la forteresse peut commencer à la limite Sud-Est de l'Empire. Elle est d'abord construite en bois pour surveiller la frontière, puis elle est peu à peu construite en pierre avec huit tours de guet. La nouvelle citadelle est érigée entre 1582 et 1589, en utilisant des pierres de l'ancienne ville tatare de Saraï. On fait appel à des maîtres d'œuvre de Moscou.

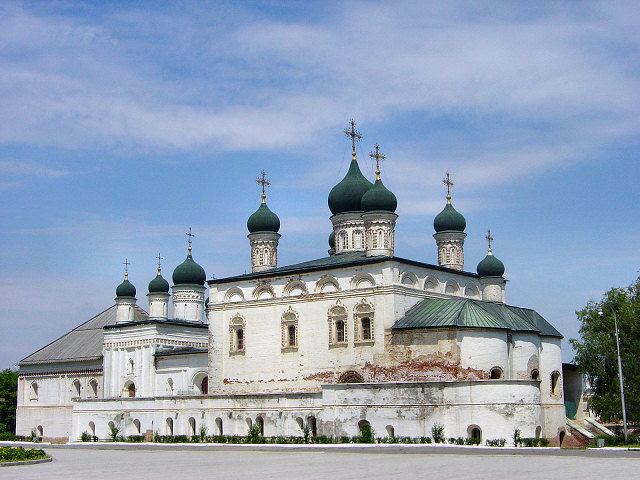
Collégiale de la Trinité.

Les fortifications mesurent 1 487 mètres de longueur en pierre blanche avec sept tours subsistantes. Les murs mesurent environ 11,5 mètres de hauteur suivant la topographie et 5,2 mètres de largeur. Sept tours subsistent dont trois livrent le passage. Des monuments les plus connus, l'on peut citer la collégiale de la Dormition dont la forme actuelle date des années 1698-1710 et la collégiale de la Trinité de la fin du XVIe siècle qui desservait le monastère du même nom fondé par des moines venus de Serguiev Possad. La maison de l'Évêque a été bâtie à la fin du XVIe siècle et agrandie au début du XVIIIe siècle.
L'ensemble du kremlin, aussi bien ses édifices sacrés que ses constructions profanes, est inscrit à la liste du patrimoine de l'UNESCO depuis 2009 et à la liste du patrimoine russe depuis 1980. C'est aujourd'hui un musée.